# Villemur-sur-Tarn

Villemur-sur-Tarn este o comună în departamentul Haute-Garonne din sudul Franței. În 2009 avea o populație de 5.476 de locuitori.

## Evoluția populației

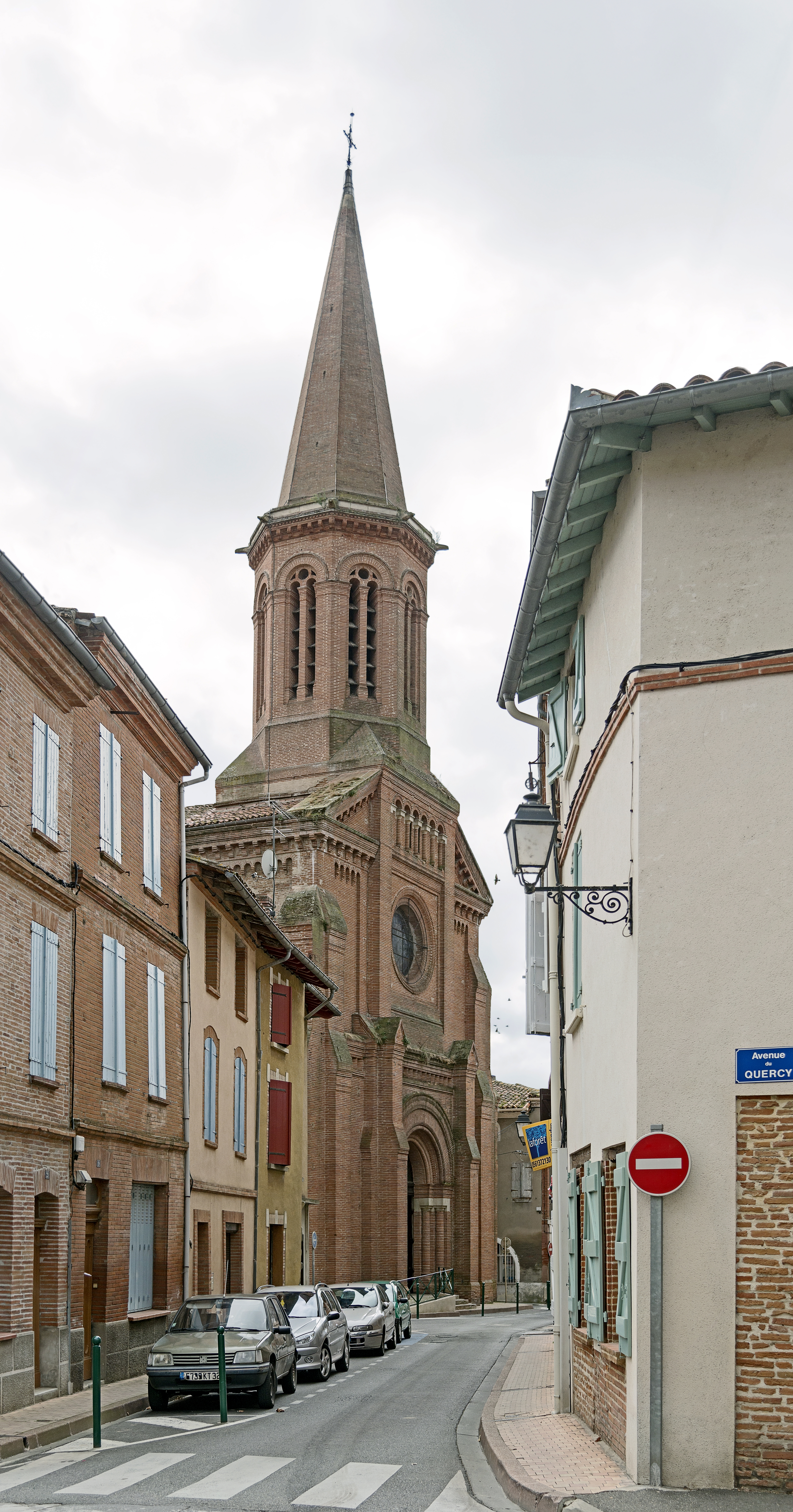
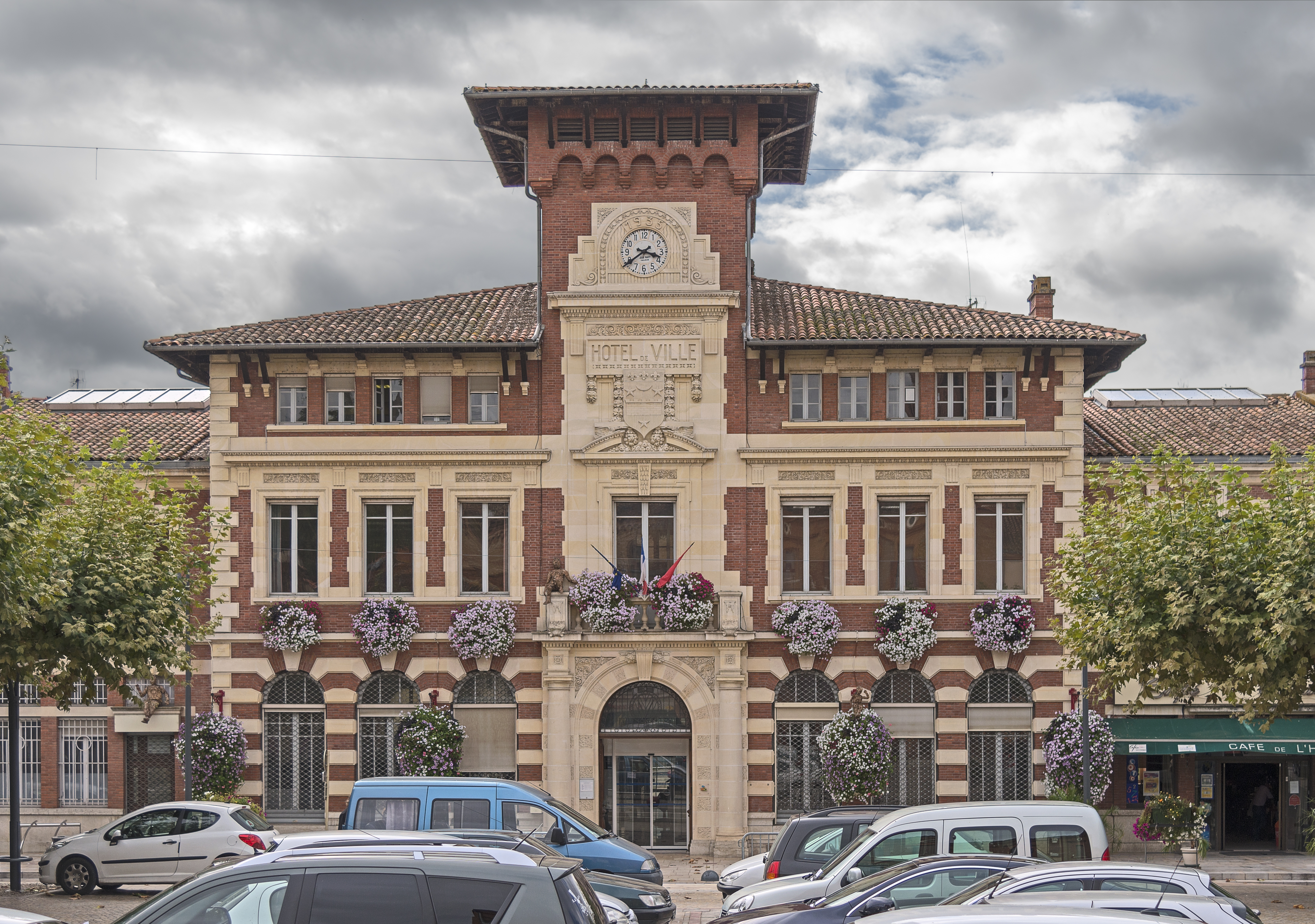
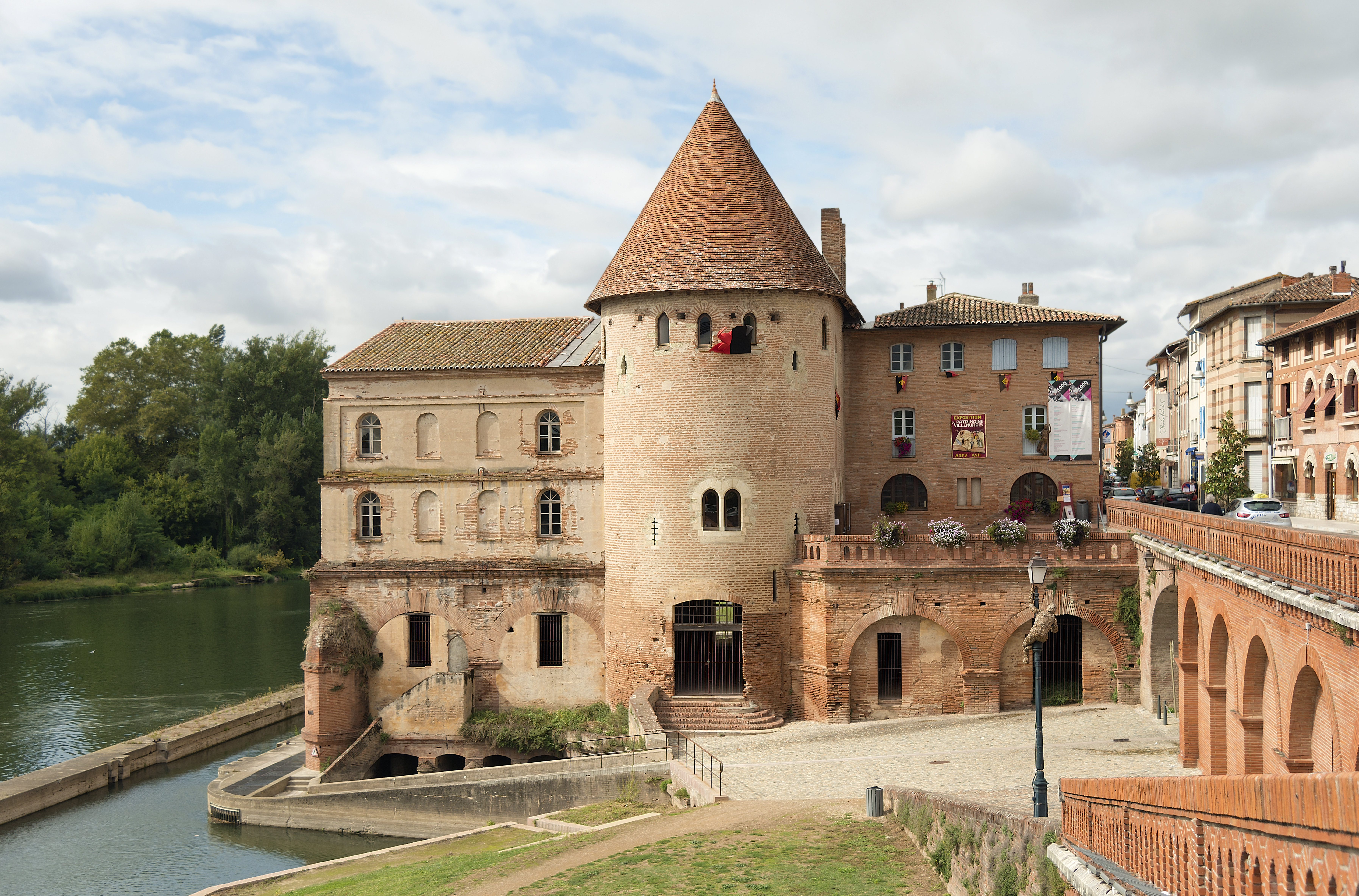

| An        | 1975  | 1982  | 1990  | 1999  | 2006  | 2009  |
| --------- | ----- | ----- | ----- | ----- | ----- | ----- |
| Populație | 4.692 | 4.415 | 4.840 | 4.929 | 5.137 | 5.476 |